# مارتن هول أندرسن
مارتن هول أندرسن (بالنرويجية البوكمول: Martin Hoel Andersen)‏ هو لاعب كرة قدم نرويجي في مركز الوسط، ولد في 4 ديسمبر 1995 في Halden ‏ في النرويج. لعب مع Kongsvinger IL Toppfotball ‏.

## وصلات خارجية
- مارتن هول أندرسن على موقع اتحاد النرويج (النرويجية)
- مارتن هول أندرسن على موقع قاعدة بيانات كرة القدم.إي يو (الإنجليزية)
- مارتن هول أندرسن على موقع Soccerway.com (الإنجليزية)